# Burnaby
Burnaby är en stad i British Columbia i Kanada, belägen öster om Vancouver. Invånarna uppgick 2011 till 223 218 i antalet.
Huvudcampuset för Simon Fraser University är beläget i staden.

### Fotnoter
1. ↑  ”Census Profile” (på engelska). Statistics Canada. 23 februari 2011. http://www12.statcan.gc.ca/census-recensement/2011/dp-pd/prof/details/page.cfm?Lang=E&Geo1=CSD&Code1=5915025&Geo2=PR&Code2=59&Data=Count&SearchText=Burnaby&SearchType=Begins&SearchPR=01&B1=All&Custom=. Läst 2 februari 2014.